# Terem (Russie)

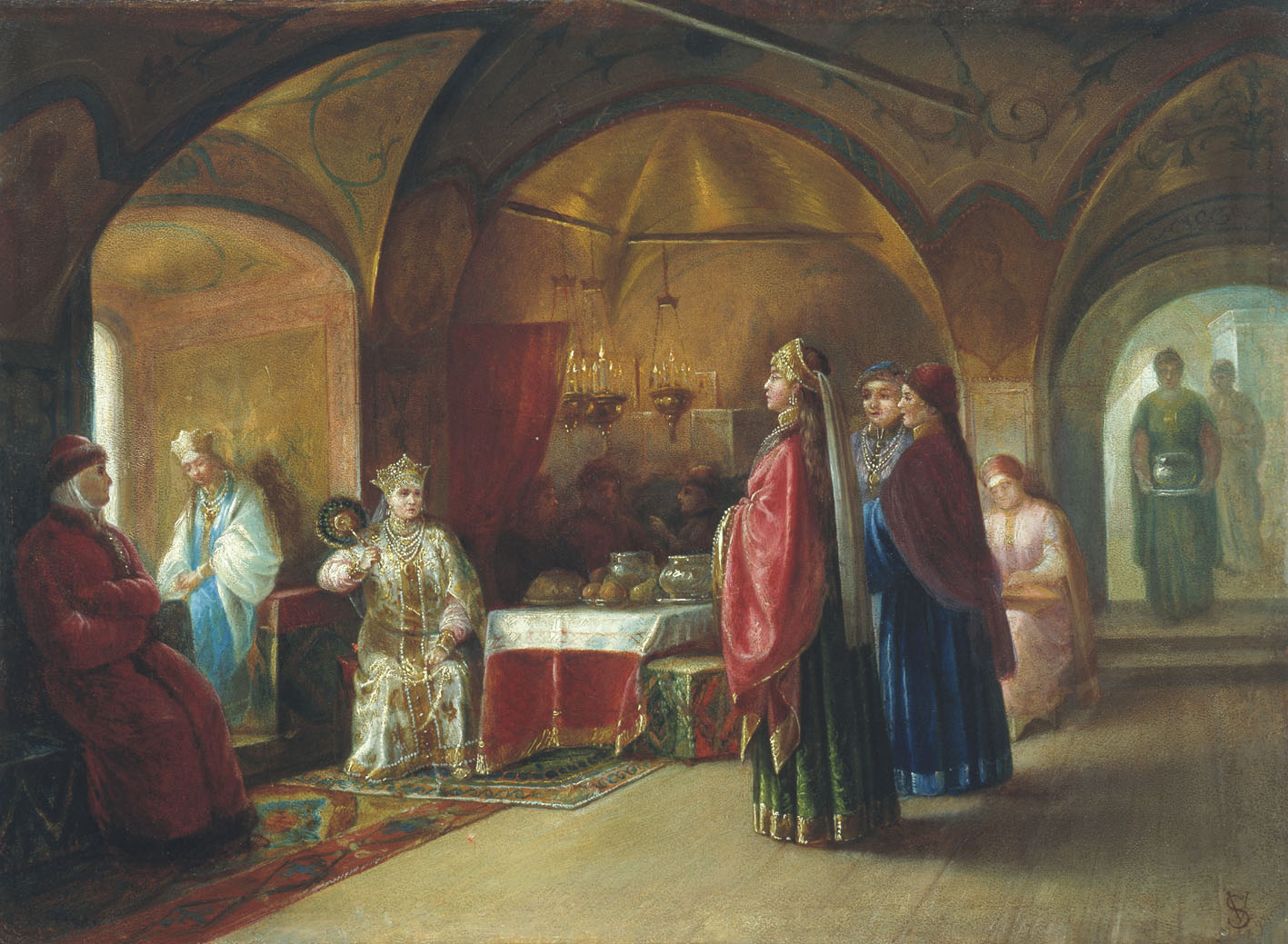
Les terem du princesses - Peinture d'histoire du Michael Clodt, 1878

Un terem ou teremok (diminutif)  désigne en langue russe les quartiers d'habitation séparés occupés par les femmes d'élite du Grand-Duché de Moscou (XIVe – XVIe siècles) et du Tsarat de Russie (XVIe – XVIIIe siècles). Plus largement, le terme est utilisé par les historiens pour évoquer la pratique sociale élitiste de l'isolement des femmes qui a atteint son apogée au XVIIe siècle. Les femmes royales ou nobles n'étaient pas seulement confinées dans des quartiers séparés, mais étaient également empêchées de socialiser avec des hommes en dehors de leur famille immédiate et étaient à l'abri des regards du public dans des voitures fermées ou des vêtements qui les dissimulaient fortement.
Le mot ne doit pas être confondu avec le Palais des Térems à Moscou, une partie agrandie du Grand Palais du Kremlin, qui n'était pas occupée exclusivement par des femmes.

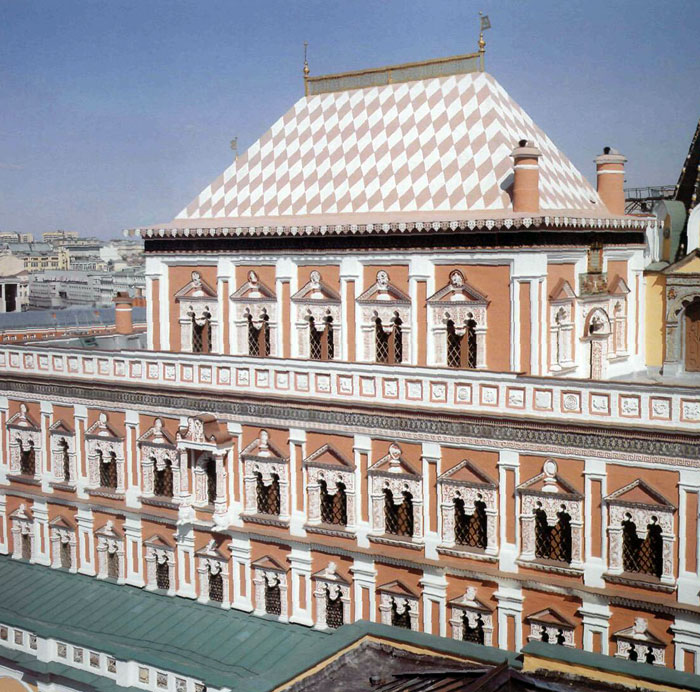
Palais des Terems au Kremlin de Moscou, le terem est situé au dessus

## Étymologie
Bien que les origines de la pratique fassent encore l'objet de débats parmi les historiens, on pense généralement que le mot « terem » vient de la racine proto-slave « *terme » (habitation). Son utilisation dans un contexte russe a été datée de l'époque des Rus ou de l'ancien État russe. Le mot « terem » n'a aucun lien linguistique avec le mot arabe « harem », comme l'ont supposé à tort les voyageurs étrangers en Russie au cours de la période, ainsi que les historiens russes du XIXe siècle qui pensaient qu'il était directement dérivé de la pratique islamique d'enfermer les membres féminins d'un ménage. Des parallèles ont été établis entre le terem et la pratique sud-asiatique de l'isolement physique féminin, purdah, mais ce rapprochement est également problématique en raison d'un manque de preuves suggérant que le terem dérive de pratiques culturelles étrangères(voir la section "Origines culturelles" ). Les sources russes contemporaines utilisent souvent le mot « pokoï », toutefois les historiens du XIXe siècle ont popularisé le mot « terem », qui est devenu synonyme de la pratique générale de l'isolement des femmes d'élite.

## Pratique sociale

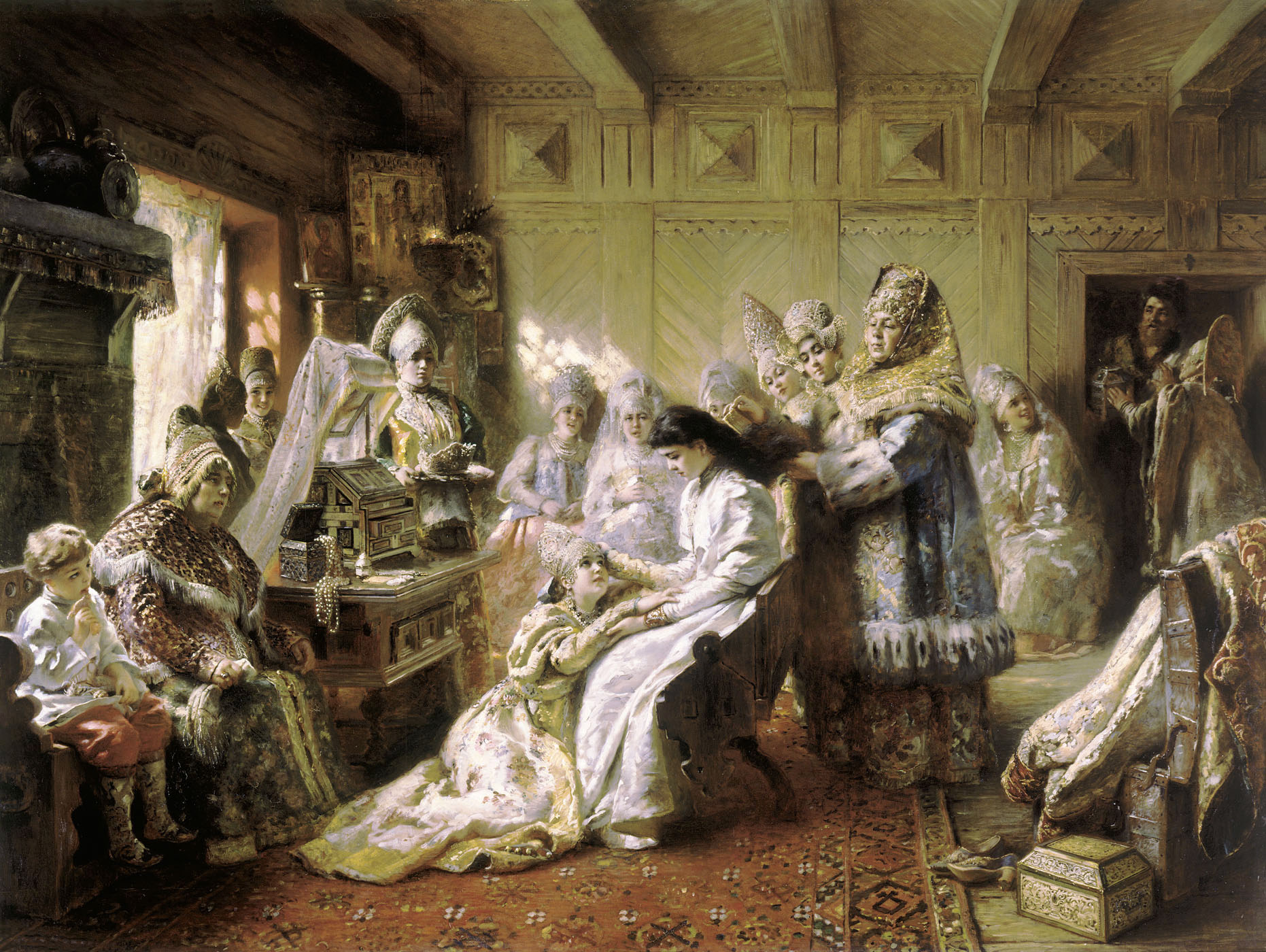
Femmes dans le terem, La tenue de la mariée russe, tableau de Konstantin Makovsky

Aux XVIe et XVIIe siècles, l'isolement des femmes aristocratiques dans des quartiers séparés est devenu une pratique courante parmi les familles royales et boyards. Le terem était souvent un appartement cloîtré dans une maison ou un château, généralement à un étage supérieur ou dans une aile séparée, à partir de laquelle tout contact avec des hommes non apparentés était interdit.
Les filles étaient souvent nées et élevées uniquement dans les limites du terem, où elles étaient isolées conformément aux enseignements orthodoxes orientaux concernant la virginité prénuptiale. Leurs mères et d'autres femmes de leur famille leur ont appris à devenir des épouses, passant la plupart de leurs journées à prier ou à faire des travaux d'aiguille. En effet, à l'exception de courtes excursions, les femmes ne quittaient pas leurs quartiers jusqu'au mariage, bien qu'elles aient été autorisées à recevoir des visiteurs et à quitter leurs chambres pour gérer les affaires du ménage. Les enfants de sexe masculin, en revanche, étaient généralement retirés des soins de leur mère vers l'âge de sept ans pour recevoir une instruction formelle de la part de tuteurs privés ou des membres masculins de leur famille.

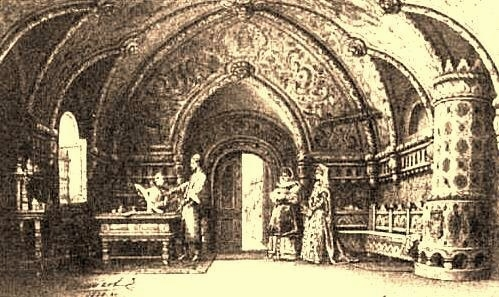
Toile de fond d'une scène dans un terem de l'opéra Boris Godunov (1874).

La fonction principale du terem était politique, car il était destiné à protéger la valeur d'une femme sur le marché du mariage. Comme dans les sociétés islamiques et du Proche-Orient, le voilement et l'isolement des femmes permettaient un plus grand contrôle sur les choix de mariage d'une femme, ce qui avait souvent d'immenses implications politiques et économiques. L'isolement des femmes et la pratique du mariage arrangé étaient assez courants dans l'histoire européenne médiévale et moderne , bien que les femmes russes aient été davantage restreintes. Bien que la croyance orthodoxe ait souligné l'importance de la virginité, la virginité était davantage considérée comme une mesure de la valeur d'une femme lors de l'établissement d'alliances politiques et économiques par le mariage.

## Origines culturelles

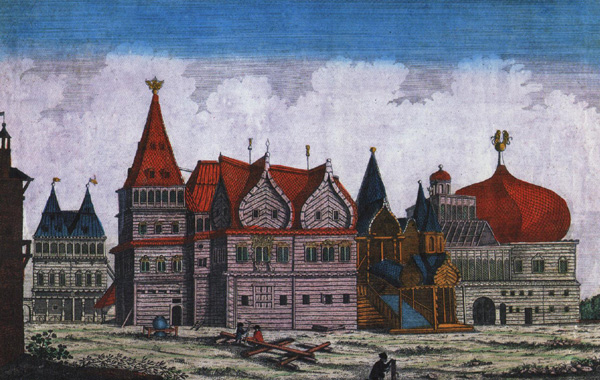
Le palais Kolomenskoïe de Alexis Ier (tsar de Russie) (1629-1676) comptait 270 chambres, dont un terem (à gauche) pour la tsarine et les princesses.

Une question historiographique qui domine la discussion sur le terem est de savoir si la pratique elle-même a été importée d'une autre culture ou si elle était spécifique à la société moscovite. Les historiens pensaient auparavant que le terem était une pratique d'isolement féminin empruntée à la suzeraineté mongole vers le XIIIe siècle. Cependant, ce point de vue est désormais dépassé et généralement discrédité comme un stéréotype «orientalisant», la littérature populaire russe présentant souvent ce type de clichés au XIXe siècle. L'historien russe Vissarion Belinsky, qui écrit sur les réformes de Pierre le Grand, a associé le terem et d'autres institutions "arriérées"  et en a mis la "faute" sur l'influence tatare. Cette tendance à associer les pratiques culturelles répressives à l'influence mongole constitue une tentative d'expliquer « les échecs de la Russie » en rejetant la faute sur les occupants mongols, selon Charles J. Halperin, auteur de Russia and the Golden Horde: The Mongol Impact on Medieval Russian History . D'autres affirmations qui liaient le terem au harem islamique ou au purdah sud-asiatique sont erronées, voire totalement infondées.
La suggestion selon laquelle les Moscovites auraient emprunté l'isolement féminin aux Mongols est impossible, comme l'a souligné Ch. Halperin, parce que les Mongols n'ont jamais pratiqué l'isolement des femmes, un point de vue également soutenu par Kollmann et Ostrowski,. En fait, les femmes de la dynastie Chingisid et les épouses et veuves du khan jouissaient d'un pouvoir politique et d'une liberté sociale relativement plus élevés. 
Une théorie alternative propose que la pratique a été prise de l'Empire byzantin. Bien que les femmes byzantines n'aient pas été isolées après le XIe siècle, c'est resté un idéal très apprécié qui aurait pu facilement être adopté par des hommes d'Eglise moscovites en visite, déjà profondément influencés par les enseignements orthodoxes sur le genre et les rôles féminins. 
Bien que les origines exactes de la pratique restent un mystère, la plupart des historiens admettent maintenant que le terem était en fait une innovation indigène, très probablement développée en réponse aux changements politiques survenus au cours du XVIe siècle,.

## Architecture
Ce nom est dérivé du mot grec τερεμνον, signifiant « logement ». Jusqu'au XVIIIe siècle on employait aussi en russe les mots чердак (greniers) ou вышка (belvédère) pour désigner cet espace. 
Le mot terem est parfois employé également pour désigner une maison luxueuse. Autour des terems peuvent se trouver des balcons, des goulbichtché qui les relient entre eux.